# Louis François Mendy
Louis François Mendy (* 2. März 1999 in Guédiawaye) ist ein senegalesischer Leichtathlet, der sich auf den 110-Meter-Hürdenlauf spezialisiert hat. 2024 siegte er über diese Distanz bei den Afrikaspielen in Accra und wurde im selben Jahr in Douala Afrikameister.

## Sportliche Laufbahn
Erste internationale Erfahrungen sammelte Louis François Mendy 2017 bei den Juniorenafrikameisterschaften in Tlemcen, bei denen er im Hürdensprint in 13,92 s die Silbermedaille gewann, mit der senegalesischen 4-mal-400-Meter-Staffel in 3:22,34 min den sechsten Platz belegte und mit der 4-mal-100-Meter-Staffel nicht das Ziel erreichte. Im Jahr darauf belegte er bei den Afrikameisterschaften in Asaba in 13,94 s den fünften Platz. 2019 nahm er erstmals an den Afrikaspielen in Rabat teil und gewann dort in 14,05 s die Bronzemedaille hinter dem Algerier Amine Bouanani und Oyeniyi Abejoye. Er qualifizierte sich auch für die Weltmeisterschaften in Doha, bei denen er aber mit 13,75 s im Vorlauf ausschied. 2021 nahm er dank einer Wildcard an den Olympischen Spielen in Tokio tei, kam dort aber mit 13,84 s nicht über die erste Runde hinaus. Im Jahr darauf startete er über 60 Meter Hürden bei den Hallenweltmeisterschaften in Belgrad und kam dort mit 7,95 s nicht über den Vorlauf hinaus. Im Juni schied er bei den Afrikameisterschaften in Port Louis mit 21,57 s in der ersten Runde im 200-Meter-Lauf aus und siegte anschließend in 13,3 s über die Hürden beim Meeting de Dakar. Daraufhin kam er bei den Weltmeisterschaften in Eugene mit 13,70 s nicht über den Vorlauf hinaus und gewann anschließend in 13,28 s die Silbermedaille bei den Islamic Solidarity Games in Konya hinter dem Algerier Amine Bouanani.
2023 siegte er in 13,5 s beim Grand Prix International de Douala sowie in 13,49 s beim Meeting International de Dakar. Im August siegte er in 13,38 s bei den Spielen der Frankophonie in Kinshasa im Hürdensprint und sicherte sich mit der 4-mal-100-Meter-Staffel in 39,66 s die Silbermedaille hinter dem Team aus der Elfenbeinküste. Anschließend wurde er bei den Weltmeisterschaften in Budapest im Halbfinale wegen eines Fehlstarts disqualifiziert. Im Jahr darauf siegte er in 13,61 s bei den Afrikaspielen in Accra sowie in 13,49 s bei den Afrikameisterschaften in Douala. Anschließend schied er bei den Olympischen Sommerspielen in Paris mit 13,34 s im Halbfinale aus.

## Persönliche Bestleistungen
- 110 m Hürden: 13,18 s (+1,0 m/s), 1. Juli 2023 in Troyes (senegalesischer Rekord)
  - 60 m Hürden: 7,82 s, 5. Februar 2020 in Reims